# Ephraim Beks

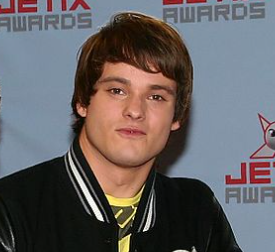
Ephraim Beks (2008)

Ephraïm Gideon Nathan Beks (* 27. September 1989 in Alkmaar, Niederlande) ist ein niederländischer Sänger. Er ist vor allem als Mitglied der multinationalen Boyband Lexington Bridge bekannt.

## Karriere
Im Jahr 2006 wurde Ephraïm nach einem globalen Casting-Prozess, an dem mehr als 5.000 Menschen aus der ganzen Welt teilnahmen, ausgewählt, sich Lexington Bridge anzuschließen.
Seit 2007 hat er mit der Band ein Studioalbum und fünf Singles veröffentlicht.
Bevor sich die Band 2010 auflöste, machte er weiterhin Musik, indem er an der niederländischen Fernsehserie Popstars teilnahm.